# Condado de Bottineau
O Condado de Bottineau é um dos 53 condados do estado norte-americano da Dakota do Norte. A sede do condado é Bottineau, e sua maior cidade é Bottineau. O condado possui uma área de 4 317 km² (dos quais 76 km² estão cobertos por água), uma população de 7 149 habitantes, e uma densidade populacional de 1,5 hab/km² (segundo o censo nacional de 2000). O condado foi fundado em 17 de julho de 1874.